# Hotseat
Hotseat — техника многопользовательской игры в компьютерных играх, позволяющая играть на одном игровом устройстве. При этом игроки совершают свои действия по очереди, используя одно устройство ввода. К этой технике не относятся способы игры, при которых игроки пользуются одним игровым устройством, но совершают действия одновременно.
Данная техника появилась в ранних аркадных играх, где игрок совершает игровые действия до тех пор, пока не лишится игровой «жизни», после чего уступает место другому игроку. Игра продолжается до тех пор, пока все игроки не потеряют все свои «жизни».
Hotseat получил распространение в пошаговых стратегических компьютерных играх. Игровой процесс многих пошаговых стратегических игр устроен таким образом, что пока один игрок производит свои действия, остальные ожидают своей очереди («хода»). Данная игровая механика позволяет играть двум и более игрокам на одном компьютере.
В некоторых играх эта техника может быть использована для игры по e-mail. В этом случае игроки пересылают друг другу по электронной почте файлы сохранения многопользовательской hotseat-игры.
В настоящее время, благодаря распространению локальных сетей и интернета, «hotseat» используется редко.